# Shin Megami Tensei II
Shin Megami Tensei II est un jeu vidéo de rôle développé et édité par Atlus. Il sort sur Super Nintendo en 1994, puis est réédité  sur Mega-CD, sur PlayStation et sur Game Boy Advance en 2001.
Il s'agit de la suite directe de Shin Megami Tensei.

## Trame

### Synopsis

#### Avant le début
Le jeu se base sur les évènements de Shin Megami Tensei. À la fin de ce dernier, un combat fait rage entre les membres du Culte de Gaia et ceux de l'Ordre de Mesia dans la Grande Cathédrale érigée par ces derniers.

Cela provoque la destruction de la Grande Cathédrale. Les survivants se réunissent pour former une société qui se compose alors aussi bien de partisans du Culte que de partisans de l'Ordre.
Il reste difficile de survivre dans l'environnement hostile qu'était devenu Tokyo. L'Ordre de Mesia qui prêche l'avènement d'un sauveur attire alors de plus en plus de croyants. Finalement sur les ruines de l'ancienne Grande Cathédrale, une cité se bâtit par l'Ordre. Cette cité se nomme Tokyo Millenium. L'environnement se détériorant, l'extérieur de Tokyo Millenium est devenu inhabitable.

#### Déroulement
Dans une zone de la cité nommé Valhalla se tient un Colisée, un loisir pour la population de la zone, qui propose de confronter dans des combats des guerriers. Le vainqueur aura le droit de vivre dans le Centre, une zone plus vivable de Millenium. Le personnage amnésique que l'on incarne, nommé Hawk par son manager, gagne le tournoi grâce à un Système d'Invocation de Démons.
Emmené au Centre, il apprend par l'Evêque qu'il n'est pas qu'un simple guerrier : son nom est Aleph, et il aurait été créé artificiellement afin de devenir le nouveau Messie, un combattant béni chargé d'exécuter les ordres de Dieu et ainsi, de purifier le monde dans l'attente de cette entité suprême.
L'histoire offrent différents choix qui modifient les événements possibles. Il y a trois alignements possibles menant chacun à une fin différente. Il s'agit des alignements Loi, Chaos et Neutre. Au cours du jeu, le joueur apprend à connaître les idéologies sur lesquelles se basent la Loi et le Chaos afin de se forger une opinion et choisir la fin qui lui convient.

### Personnages
À l'exception de Hawk qui est obligatoirement porté par le personnage principal au début du jeu, les personnages principaux peuvent être renommés par le joueur au début du jeu. Ils ont aussi des noms par défaut.
Les noms sont donnés alors que l'apparence même des personnages est inconnue, ce qui peut mener à de graves incompatibilités. Seul leur sexe et un résumé de leur personnalité sont révélés.
Hawk/Aleph
Un guerrier amnésique qui a été recueilli par un manager à la retraite du Valhalla. En gagnant un tournoi annuel, il apprendra qu'il est le Messie, chargé de préparer la cité de Tokyo Millenium à devenir le Royaume Millénaire.
Hiroko
L'assistante de l'Evêque du Centre, c'est elle qui mène Hawk au Centre pour qu'il apprenne sa véritable identité et son rôle. Pour cela, elle a enfreint les règles des Chevaliers du Temple.
Zain
Le capitaine des Chevaliers du Temple. Très dévoué à la cause, il ne lutte que par et pour Dieu, mais les événements le pousseront à reconsidérer ses positions.
Beth
Une jeune femme d'une grande beauté, membre des Chevaliers du Temple, les forces armées de la Loi. Elle est chargée par l'Evêque de Tokyo Millenium d'accompagner Aleph dans ses missions de Messie.
Daleth
Un rebelle à la Loi qui se considère comme le véritable Messie et qui traite Aleph d'imposteur. Il le défiera pour démontrer la vérité mais sera vaincu.
Gimmel
Mystérieux personnage, Gimmel est le responsable du projet Arcadia, une simulation à échelle réduite du Royaume Millénaire. Dans cet espace de paix et de détente, le jeune homme à la harpe se sent comme un poisson dans l'eau.

## Système de jeu
Le système de jeu n'a pas changé depuis le premier Shin Megami Tensei. Les déplacements se font à la première personne en intérieur, en vue isométrique avec un curseur en extérieur. Les éléments comme les PNJ ou les coffres ne se voient qu'à bout portant.
Les combats se déclenchent à n'importe quel moment, mais une jauge clignotante indique leur probabilité. Plus elle tire vers l'orange, plus son mouvement est rapide, plus l'ennemi se rapproche. Les combats contre plusieurs types de démons sont désormais monnaie courante.
Les combats offrent toujours l'épée, le pistolet, les magies et les spéciaux comme commandes de base. La fonction Auto a été conservée.
Les recrutements sont encore plus durs qu'avant, mais plus réalistes également[réf. nécessaire]. Le nombre d'alliés humains est moins important ; seules Beth et Hiroko accompagnent Aleph.
Les fusions sont identiques. Deux ou trois démons peuvent être fusionnés gratuitement, selon les mêmes principes qu'auparavant.
À plusieurs occasions, le joueur devra faire des choix d'actions. Ces choix influeront plus ou moins considérablement sur la personnalité d'Aleph, et par conséquent, sur son Alignement. L'Alignement à la fin du jeu détermine le déroulement du donjon final et de l'épilogue. Les Alignements disponibles sont Loi, Chaos et Neutre.

## Distribution
À l'instar de Shin Megami Tensei, ce jeu n'a jamais été traduit en anglais ni en aucune autre langue, en raison de son contenu jugé trop polémique et de son potentiel commercial trop faible.[réf. nécessaire] Disponible uniquement en japonais, il existe sur de nombreux supports comme la Super Nintendo, la PlayStation, le Mega-CD, la Game Boy Advance ou le PlayStation Network.